# ایسکار (رود)
 ایسکار رودی است به دانوب می‌ریزد. این رود از کشور بلغارستان می‌گذرد.